# Serra da Arrábida
Serra da Arrábida är en bergskedja i sydvästra Portugal.                                                                                                                                                                                               
Den ligger i distriktet Setúbal, och sträcker sig i östlig-västlig riktning längs floden Sados norra strand och atlantkusten, mellan städerna Setúbal och Sesimbra.                                                                                                                                                                                                                                     
Den har en längd av 35 km och dess högsta punkt är Formosinho, 500 meter över havet.
Serra da Arrábida är känd för sin natur, för sina utsikter över bergskedjan och för sina små badstränder.
Bergskedjan är en del av den större Parque Natural da Arrábida ("Naturparken Arrabida").

## Etymologi
Namnet Arrábida härstammar möjligen från det arabiska ar-rabita med betydelse ”befäst kloster” (jämför med det spanska klosternamnet La Rábida).

Serra da Arrábida
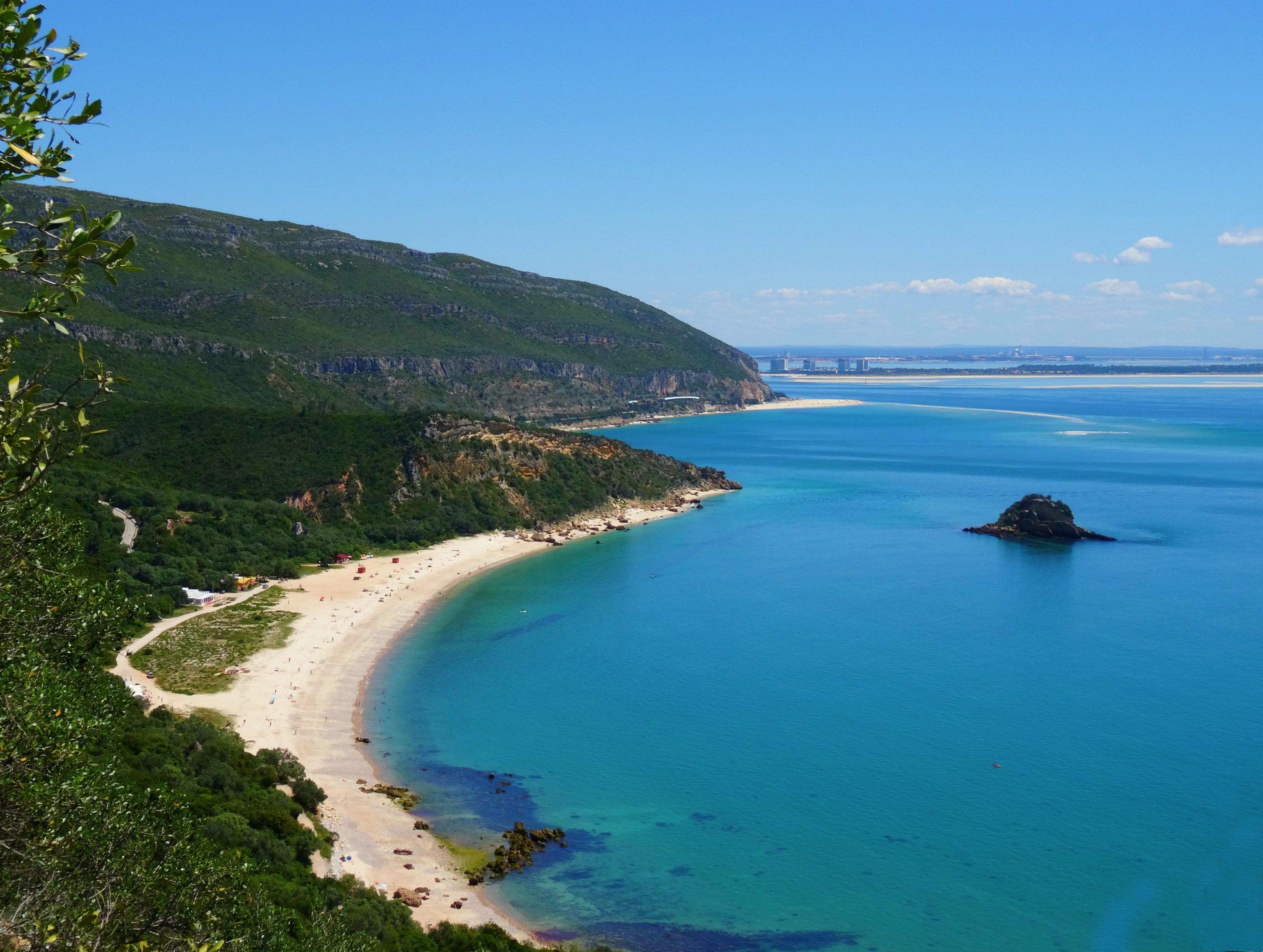
Badstrand i Portinho da Arrábida
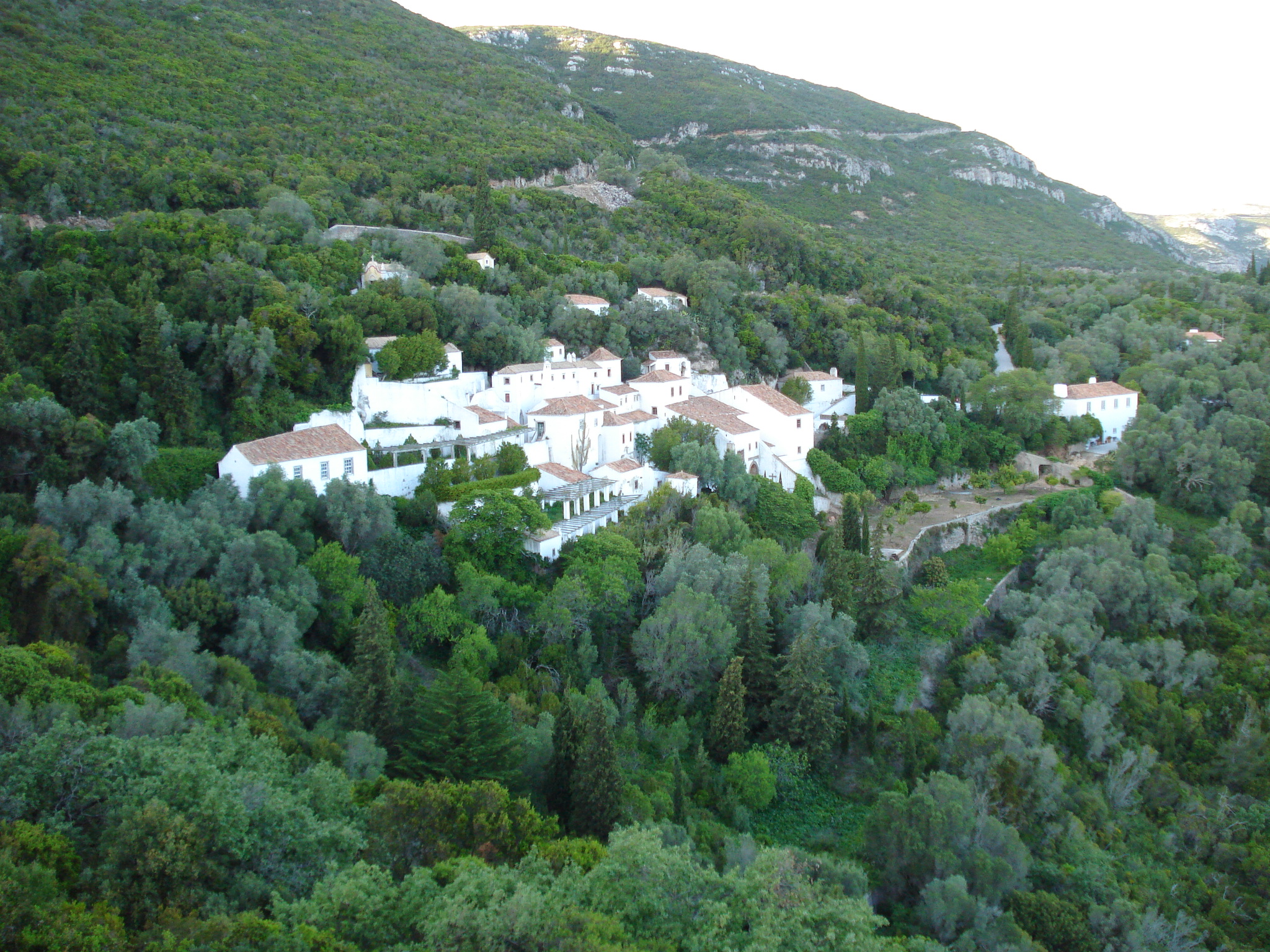
Klostret Nossa  Senhora da Arrábida
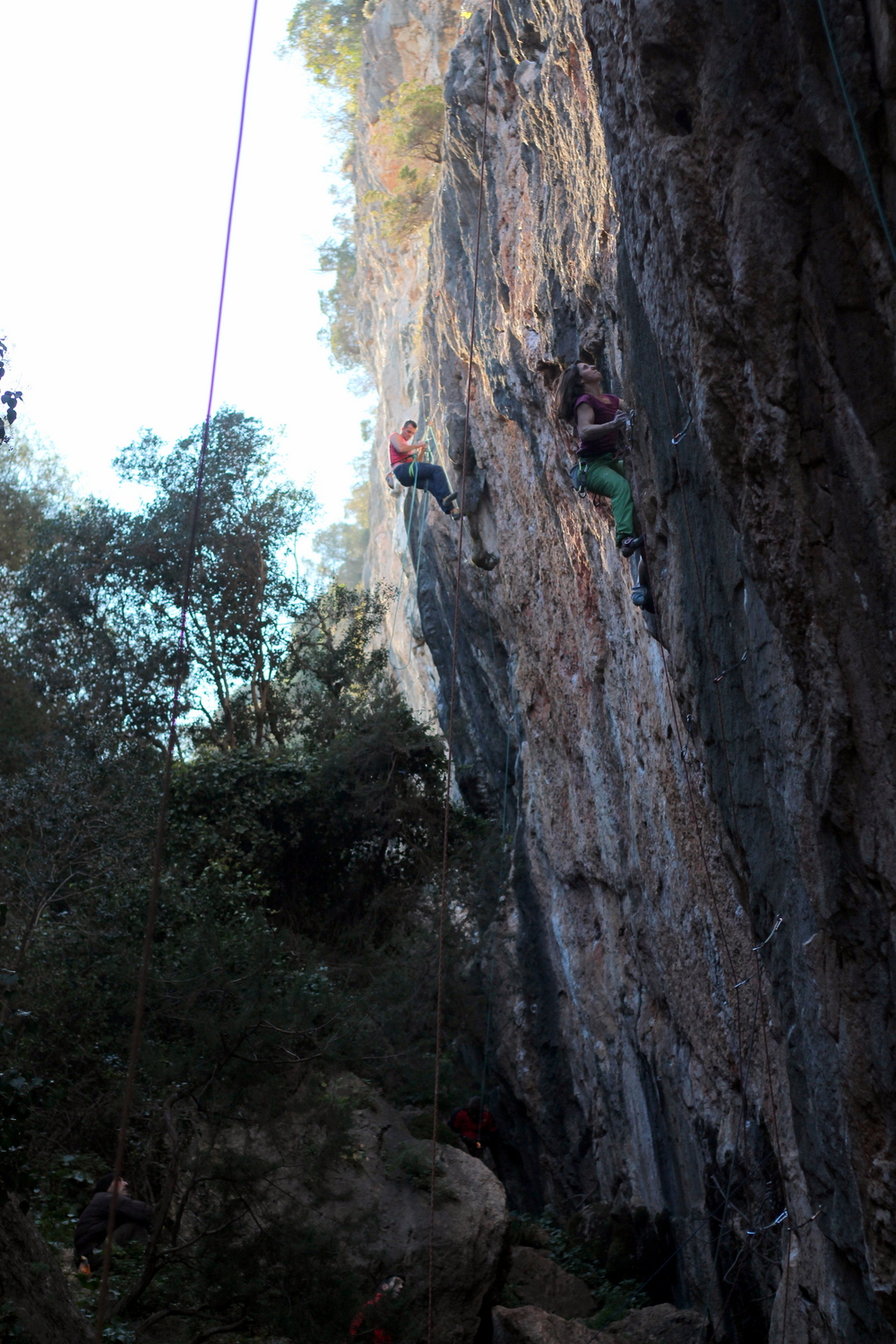
Bergsklättrare i Fenda da Arrábida
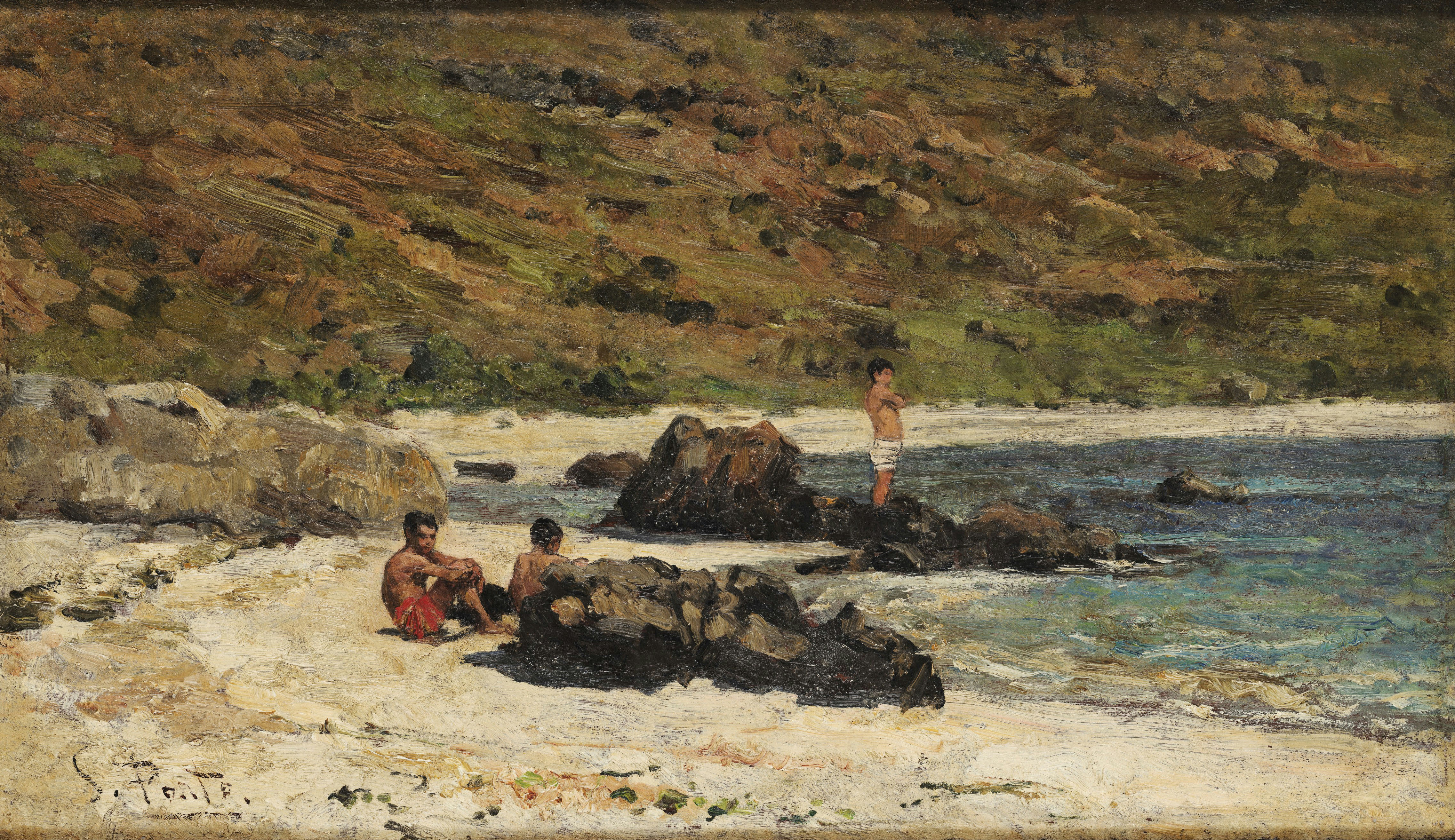
”Recanto de praia” (Avskild plats på stranden) av målaren António Silva Porto
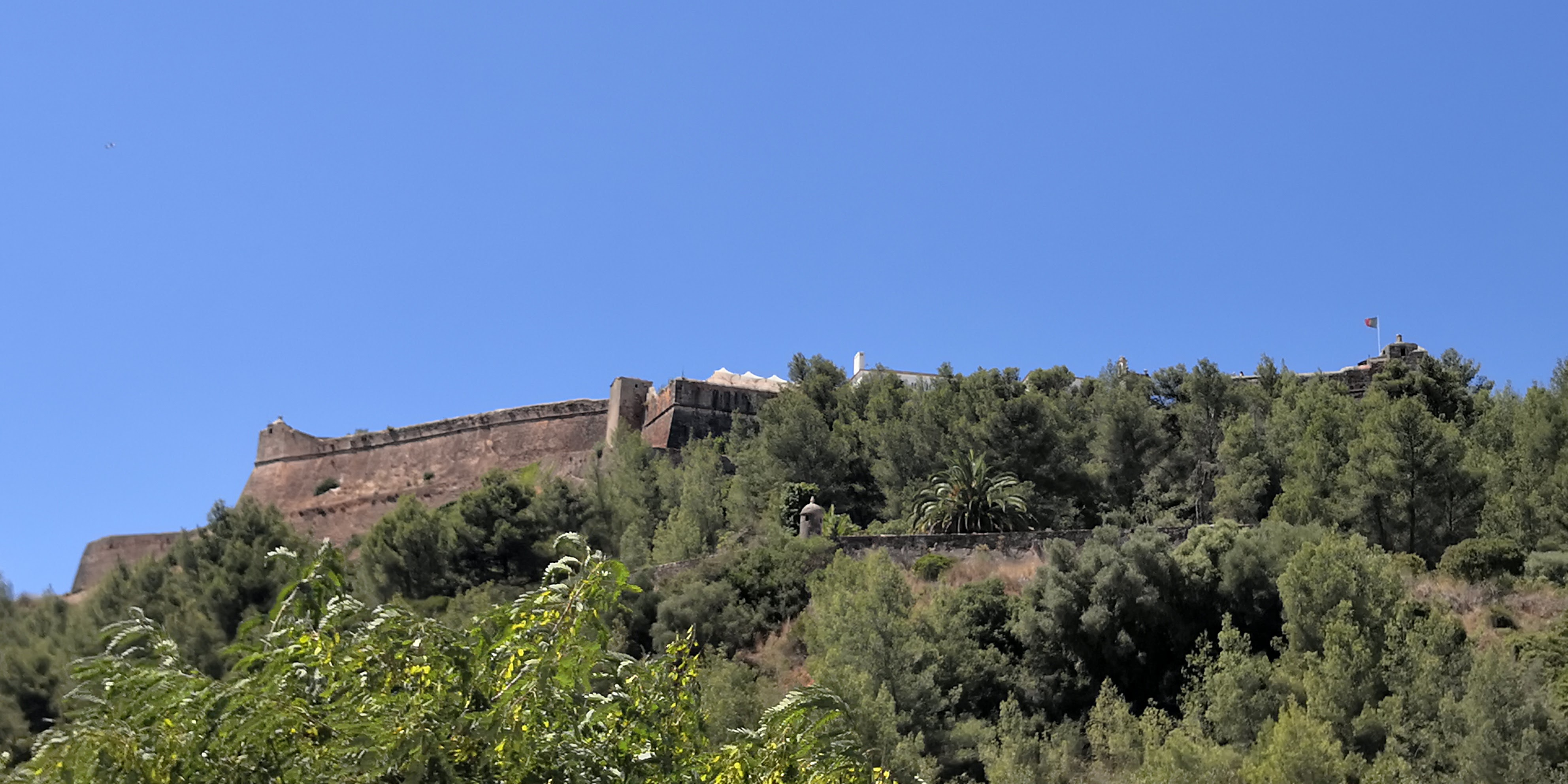
Borgen Castelo de São Filipe